# ガヴォット

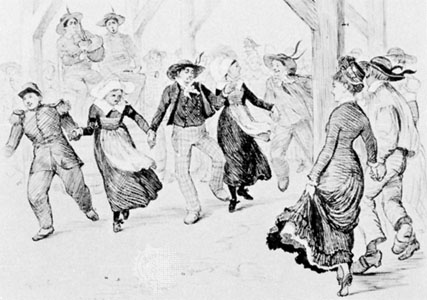
ガヴォット・ダンス（フランス、ブルターニュ地方・1878年）

ガヴォット（仏：gavotte）は、フランスに見られる地方のフォークダンスと、それに由来する古典舞曲の名称。「ガヴォット」の名は、踊りの発祥したドーフィネ旧地域圏のペイ・ド・ギャップ（Pays de Gap）地方ガヴォ（Gavot）に由来する。
ガヴォットは、中庸のテンポの舞曲で、4分の4拍子ないしは2分の2拍子で記譜される。ガヴォット特有のリズムの特色は、小節の半ばかアウフタクトに始まることである。

## 概要
ガヴォットは、リュリが首席宮廷作曲家として権勢をふるったルイ14世の宮廷で持て囃された。その後たびたび舞曲や、組曲の任意挿入楽章として利用され、標準的な器楽曲として定着した。古典組曲においてガヴォットは、他の任意楽章（たとえばパスピエ、ブレー、メヌエット、リゴドン）とともに、しばしばサラバンドとジグの間に挿入される。組曲における用例として最も有名なのは、バッハの作品であり、とりわけ《パルティータ第3番》BWV1006の「ロンド形式によるガヴォット」であろう。バロック時代のガヴォットは、典型的な二部形式をとっている。上記のバッハ作品は、その有名な例外にほかならない。
19世紀になるまでに、ガヴォットはアウフタクトよりも、小節の半ばで開始するのが通例となり、有名な《ゴセックのガヴォット》はこの典型的な例となっている。マスネの歌劇《マノン》のガヴォットも同様である。ルイ13世の作と伝えられるフランス民謡《アマリリス》も、小節の半ばで開始する例である。
ミュージカル《マイ・フェア・レディ》（1956年）の「アスコット・ガヴォット」は、競馬を観戦する上流階級のお偉方を描写するため、アウフタクトによる伝統的なリズム定形を完全に廃し、行進曲風の堂々とした押し出しを利用している。対照的に、同年のレナード・バーンスタインのオペレッタ《キャンディード》は、小節半ばに始まるガヴォット特有のリズム定形を保持したナンバーが含まれている。

## ガヴォットを用いた楽曲の例
本文中に既出のもの以外では、以下の楽曲がある。
- サン＝サーンス：七重奏曲
- マリ：金婚式
- グリーグ：ホルベアの時代から
- フォーレ：マスクとベルガマスク
- プロコフィエフ：古典交響曲（バレエ音楽『ロメオとジュリエット』にも転用された）
- ストラヴィンスキー：プルチネルラ